# 아라비아판

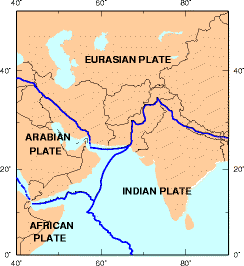
아라비아판과 유라시아판, 인도판, 아프리카판이 만나는 곳

아라비아판(Arabian Plate)은 100만년 이상 북동쪽으로 움직여 유라시아판과 충돌한 3개의 해양(아프리카판, 인도판, 아라비아판)의 하나이다. 이러한 충돌의 결과로 서쪽의 피레네산맥에서부터 남유럽과 중동을 거쳐 히말라야산맥 및 동남아시아에 이르는 산맥이 형성되었다.

## 개요
아라비아판은 대부분 아라비아반도로 이루어져 있고 북쪽은 터키에 이른다. 동쪽은 인도판, 남쪽과 서쪽은 홍해 지구대를 따라서 소말리아판과  아프리카판, 북쪽은 아나톨리아판 및 유라시아판과 접한다.
아라비아판과 유라시아판이 충돌하는 곳에는 자그로스산맥(이란)이 형성되어 있다.

## 홍해 열곡대
발산형 경계인 북서 30° 주향의 홍해 열곡대에 의해, 후기 선캄브리아기에 형성된 아라비아-누비아 순상지(Arabian-Nubian Shield)는 아라비아판과 누비아판으로 분리되고 있다. 아라비아판은 신생대의 올리고세 전까지만 해도 아프리카판의 일부였다. 홍해 열곡대의 열개(裂開)는 신생대 올리고세-마이오세에 시작된 것으로 보이며, 아라비아판은 느리게 유라시아판을 향해 이동하고 있다. 북동-남서 방향으로, 1년에 북부에서 10mm 미만, 중부에서 15mm, 남부에서 27mm 정도의 속도로 확장되고 있다.

## 사해 단층

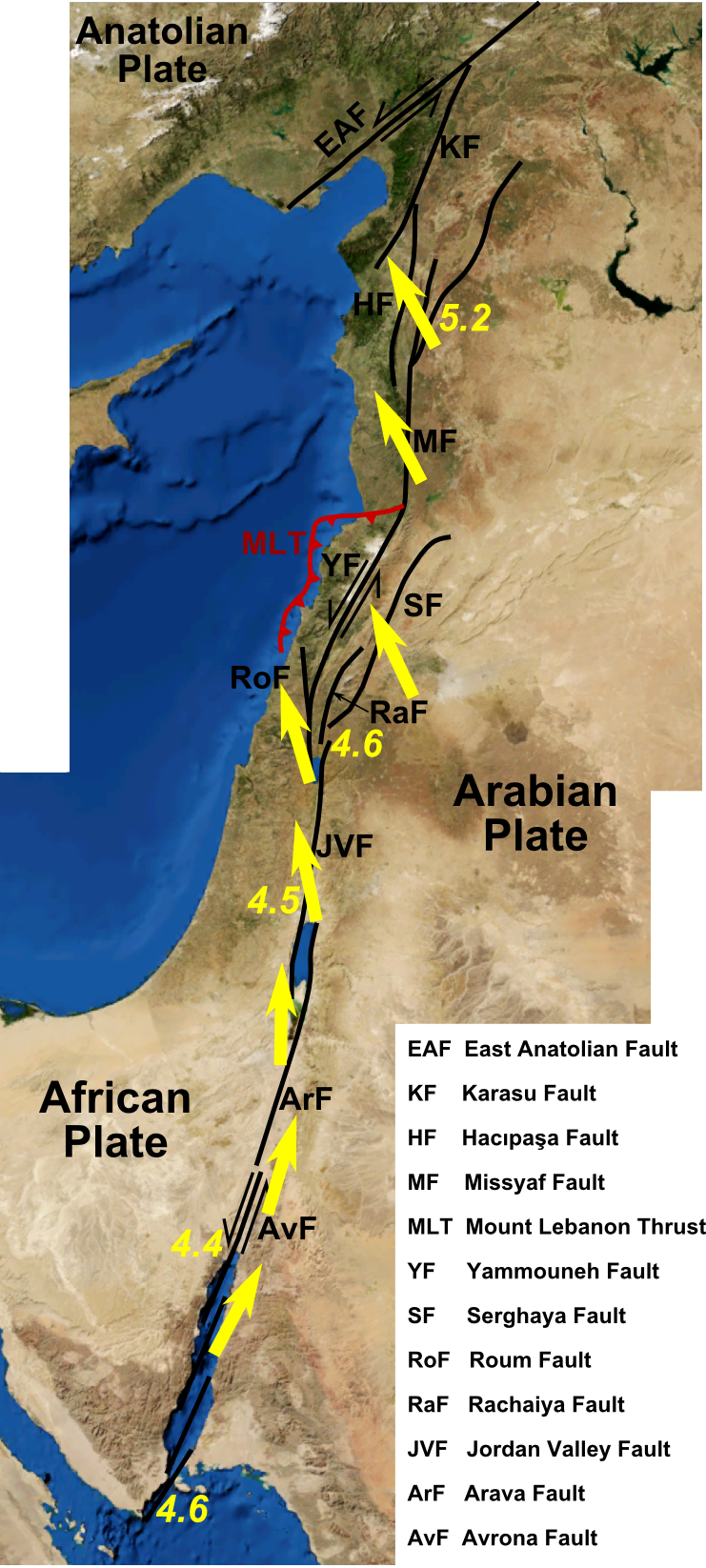

사해 단층(Dead Sea Transform;DST)은 홍해 열곡대의 북부 아카바만에서 터키까지 연장되는, 아프리카판(또는 시나이 미판)과 아라비아판을 경계 짓는 좌수향(sinistral) 보존형 경계이다. 대륙 확장 열곡(extensional rift)과 변환 단층(transform)의 특성을 동시에 갖고 있어 사해 열곡(Dead Sea rift)이라고도 불리며, 이 지역에서 발생하는 지진들의 근원이다. 지진학적으로 활발하며 최근 1천년간 1년에 1.5mm~3.5mm, 팔레오세-플라이스토세에 1년 7mm~10mm의 속도로 미끄러짐(slip)이 일어났다. 오늘날 아라비아판과 아프리카판은 상대적으로 1년에 4~8mm정도 움직이는 것으로 보인다.